# Vitmossriska
Vitmossriska (Lactarius sphagneti) är en svampart som först beskrevs av Elias Fries, och fick sitt nu gällande namn av Walther Neuhoff 1956. Vitmossriska ingår i släktet riskor och familjen kremlor och riskor.  Arten är reproducerande i Sverige. Inga underarter finns listade i Catalogue of Life.

## Källor

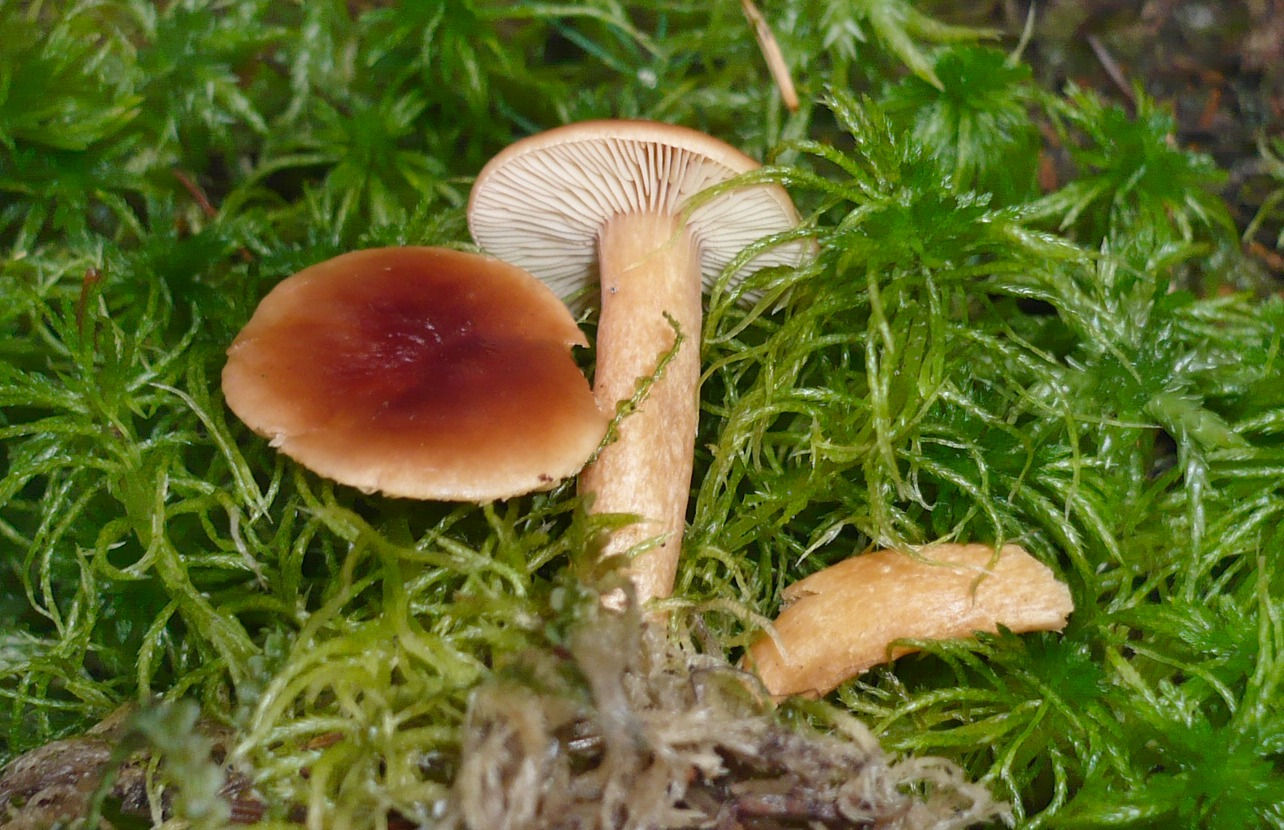
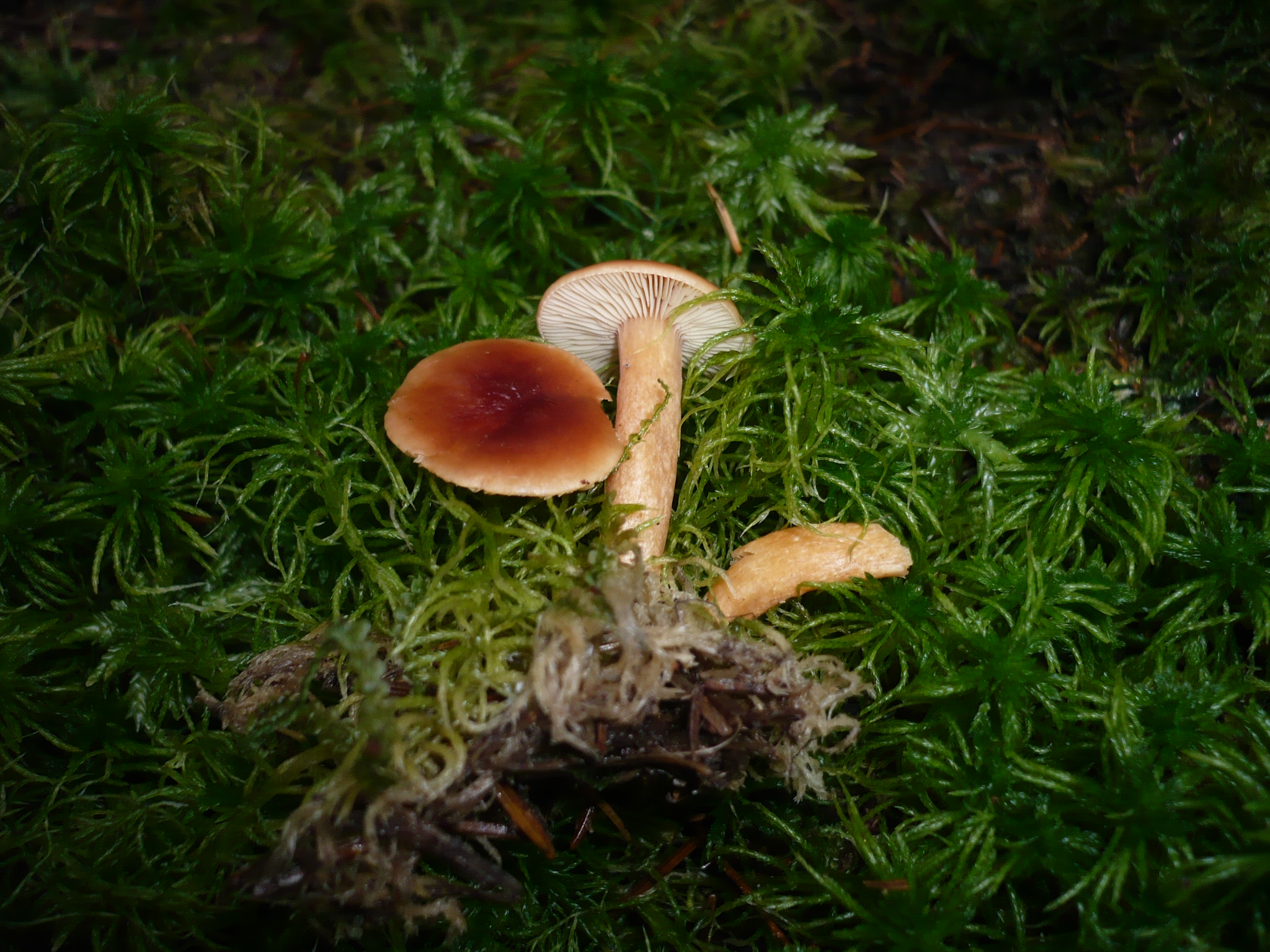
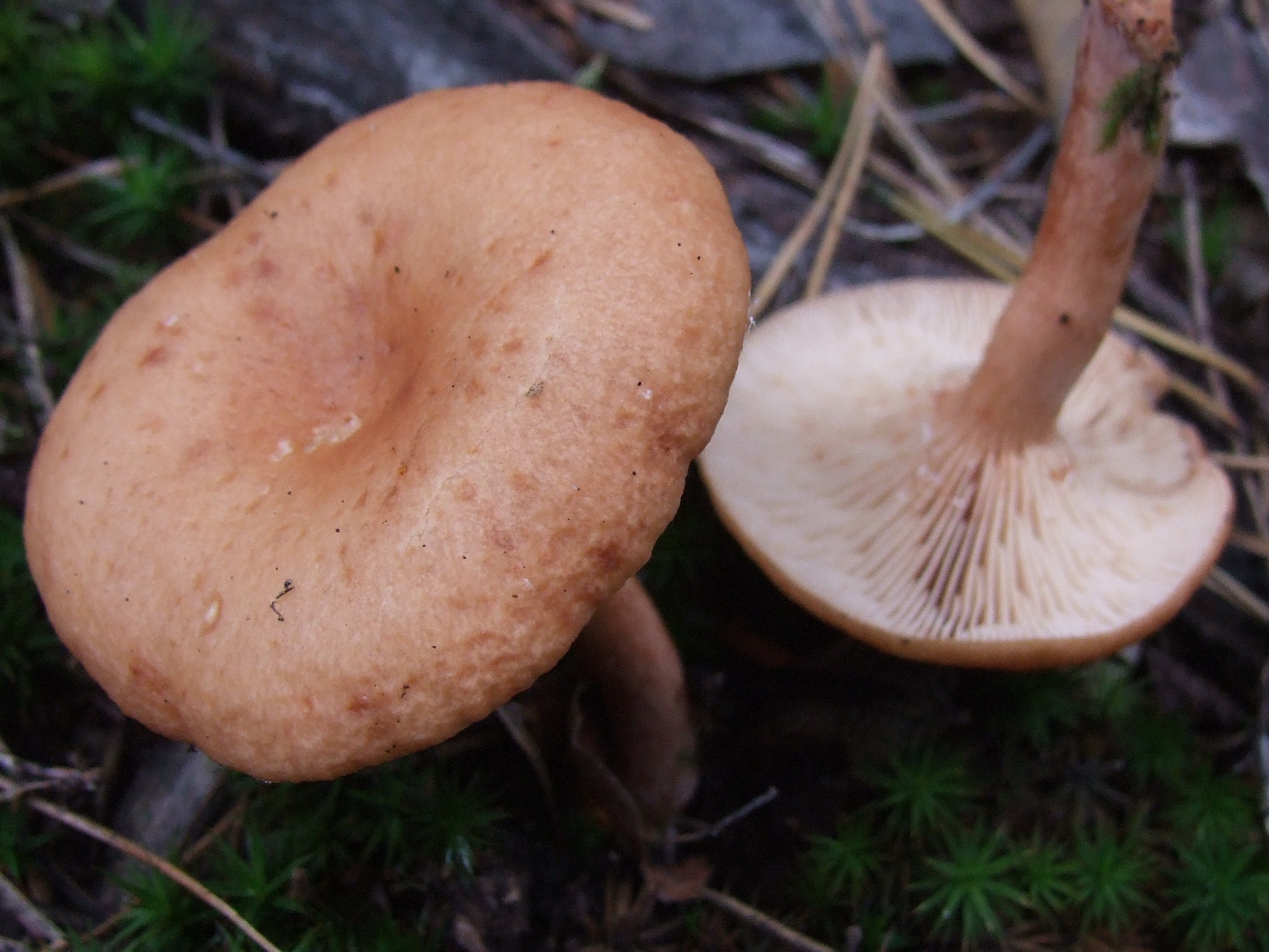
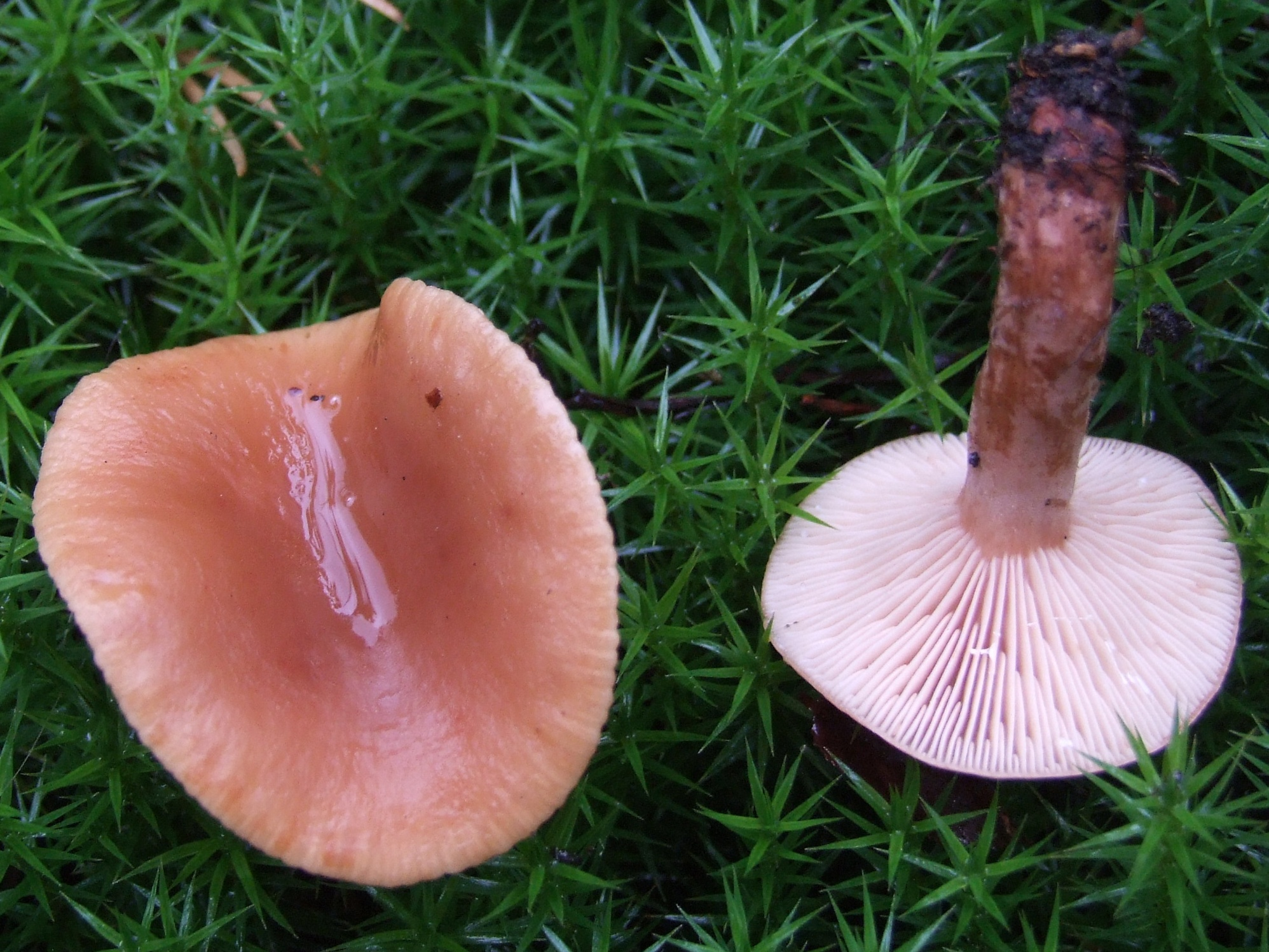
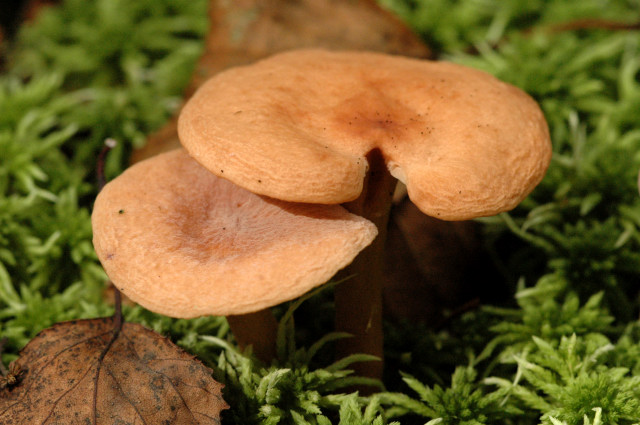
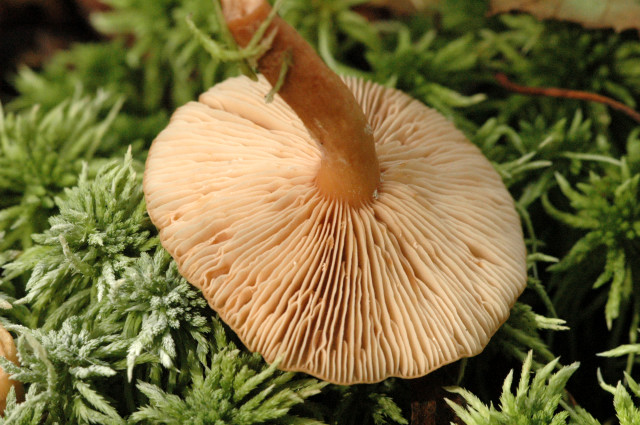